# Remplin
Remplin is een plaats en voormalige gemeente in de Duitse deelstaat Mecklenburg-Voor-Pommeren, en maakt deel uit van de gemeente Malchin in het district Mecklenburgische Seenplatte.